# (32975) 1996 TR23
1996 TR23 (asteroide 32975) é um asteroide da cintura principal. Possui uma excentricidade de 0.31593380 e uma inclinação de 6.14968º.
Este asteroide foi descoberto no dia 6 de outubro de 1996 por Spacewatch em Kitt Peak.